# Saint-Étienne-en-Bresse
Saint-Étienne-en-Bresse település Franciaországban, Saône-et-Loire megyében. Lakosainak száma 806 fő (2022. január 1.). Saint-Étienne-en-Bresse Tronchy, Baudrières, Montret, Saint-Christophe-en-Bresse, Saint-Germain-du-Plain, Saint-Vincent-en-Bresse és Vérissey községekkel határos.

## Népesség
A település népessége az elmúlt években az alábbi módon változott:
| Lakosok száma | 819  | 822  | 821  | 799  | 790  | 794  | 791  | 786  | 806  |
|               | 2013 | 2015 | 2016 | 2017 | 2018 | 2019 | 2020 | 2021 | 2022 |